# David Suárez Varela
David Suárez Varela   (Santiago de Compostel·la, 24 de febrer de 1992) és un humorista gallec conegut per ser el creador i el protagonista de la websèrie Vincent Finch: Diari de un ego (2013) i pel seu humor negre.

## Trajectòria
Suárez va estudiar comunicació audiovisual a la Universitat Rei Joan Carles de Madrid i es va donar a conèixer amb la websèrie Vincent Finch: Diario de un ego. Uns anys després, el 2015, va començar a treballar com a guionista a la websèrie Famosos y una vieja, on "va entrevistar" Blanca Suárez, Cristina Pedroche i Tomás Roncero, entre d'altres.
El 2018 va col·laborar en tres emissions del programa de televisió Late motiv d'on va ser acomiadat durant una emissió en directe. Més endavant es va incorporar com a col·laborador al programa radiofònic Yu: No te pierdas nada. El 2018 va publicar el còmic Agonía infinita, una recopilació de vinyetes d'humor negre, prèviament publicades al seu Facebook i Instagram. L'abril de 2019 va ser acomiadat de Yu: No te pierdas nada, arran de la polèmica generada després de la publicació a Twitter d'un acudit sobre les persones amb síndrome de Down. El tuit va ser denunciat per la fiscalia demanant-li 22 mesos de presó. Després de la vista celebrada a l'Audiència Provincial de Madrid va ser absolt.
El 2020 va interpretar un infermer en el sisè episodi de la sèrie Veneno, dirigida per Javier Calvo i Javier Ambrossi. El 2021 va presentar No haber venido, una sèrie de YouTube creada al costat de Carmen Romero.